# Single numer jeden w roku 2010 (USA)
Notowanie Billboard Hot 100 przedstawia najlepiej sprzedające się single w Stanach Zjednoczonych. Publikowane jest ono przez magazyn Billboard, a dane kompletowane są przez Nielsen SoundScan w oparciu o cotygodniowe wyniki sprzedaży cyfrowej oraz fizycznej singli, a także częstotliwość emitowania piosenek na antenach stacji radiowych.

## Historia notowania
| Data publikacji | Piosenka                   | Artysta                                        | Źródła |
| --------------- | -------------------------- | ---------------------------------------------- | ------ |
| 2 stycznia      | "Tik Tok"                  | Kesha                                          | [ 1 ]  |
| 9 stycznia      | "Tik Tok"                  | Kesha                                          | [ 2 ]  |
| 16 stycznia     | "Tik Tok"                  | Kesha                                          | [ 3 ]  |
| 23 stycznia     | "Tik Tok"                  | Kesha                                          | [ 4 ]  |
| 30 stycznia     | "Tik Tok"                  | Kesha                                          | [ 5 ]  |
| 6 lutego        | "Tik Tok"                  | Kesha                                          | [ 6 ]  |
| 13 lutego       | "Tik Tok"                  | Kesha                                          | [ 7 ]  |
| 20 lutego       | "Tik Tok"                  | Kesha                                          | [ 8 ]  |
| 27 lutego       | "Tik Tok"                  | Kesha                                          | [ 9 ]  |
| 6 marca         | "Imma Be"                  | The Black Eyed Peas                            | [ 10 ] |
| 13 marca        | "Imma Be"                  | The Black Eyed Peas                            | [ 11 ] |
| 20 marca        | "Break Your Heart"         | Taio Cruz featuring Ludacris                   | [ 12 ] |
| 27 marca        | "Rude Boy"                 | Rihanna                                        | [ 13 ] |
| 3 kwietnia      | "Rude Boy"                 | Rihanna                                        | [ 14 ] |
| 10 kwietnia     | "Rude Boy"                 | Rihanna                                        | [ 15 ] |
| 17 kwietnia     | "Rude Boy"                 | Rihanna                                        | [ 16 ] |
| 24 kwietnia     | "Rude Boy"                 | Rihanna                                        | [ 17 ] |
| 1 maja          | "Nothin’ on You"           | B.o.B featuring Bruno Mars                     | [ 18 ] |
| 8 maja          | "Nothin’ on You"           | B.o.B featuring Bruno Mars                     | [ 19 ] |
| 15 maja         | "OMG"                      | Usher featuring will.i.am                      | [ 20 ] |
| 22 maja         | "Not Afraid"               | Eminem                                         | [ 21 ] |
| 29 maja         | "OMG"                      | Usher featuring will.i.am                      | [ 22 ] |
| 5 czerwca       | "OMG"                      | Usher featuring will.i.am                      | [ 23 ] |
| 12 czerwca      | "OMG"                      | Usher featuring will.i.am                      | [ 24 ] |
| 19 czerwca      | "California Gurls"         | Katy Perry featuring Snoop Dogg                | [ 25 ] |
| 26 czerwca      | "California Gurls"         | Katy Perry featuring Snoop Dogg                | [ 26 ] |
| 3 lipca         | "California Gurls"         | Katy Perry featuring Snoop Dogg                | [ 27 ] |
| 10 lipca        | "California Gurls"         | Katy Perry featuring Snoop Dogg                | [ 28 ] |
| 17 lipca        | "California Gurls"         | Katy Perry featuring Snoop Dogg                | [ 29 ] |
| 24 lipca        | "California Gurls"         | Katy Perry featuring Snoop Dogg                | [ 30 ] |
| 31 lipca        | "Love the Way You Lie"     | Eminem featuring Rihanna                       | [ 31 ] |
| 7 sierpnia      | "Love the Way You Lie"     | Eminem featuring Rihanna                       | [ 32 ] |
| 14 sierpnia     | "Love the Way You Lie"     | Eminem featuring Rihanna                       | [ 33 ] |
| 21 sierpnia     | "Love the Way You Lie"     | Eminem featuring Rihanna                       | [ 34 ] |
| 28 sierpnia     | "Love the Way You Lie"     | Eminem featuring Rihanna                       | [ 35 ] |
| 4 września      | "Love the Way You Lie"     | Eminem featuring Rihanna                       | [ 36 ] |
| 11 września     | "Love the Way You Lie"     | Eminem featuring Rihanna                       | [ 37 ] |
| 18 września     | "Teenage Dream"            | Katy Perry                                     | [ 38 ] |
| 25 września     | "Teenage Dream"            | Katy Perry                                     | [ 39 ] |
| 2 października  | "Just the Way You Are"     | Bruno Mars                                     | [ 40 ] |
| 9 października  | "Just the Way You Are"     | Bruno Mars                                     | [ 41 ] |
| 16 października | "Just the Way You Are"     | Bruno Mars                                     | [ 42 ] |
| 23 października | "Just the Way You Are"     | Bruno Mars                                     | [ 43 ] |
| 30 października | "Like a G6"                | Far East Movement featuring The Cataracs & Dev | [ 44 ] |
| 6 listopada     | "Like a G6"                | Far East Movement featuring The Cataracs & Dev | [ 45 ] |
| 13 listopada    | "We R Who We R"            | Ke$ha                                          | [ 46 ] |
| 20 listopada    | "What’s My Name?"          | Rihanna featuring Drake                        | [ 47 ] |
| 27 listopada    | "Like a G6"                | Far East Movement featuring The Cataracs & Dev | [ 48 ] |
| 4 grudnia       | "Only Girl (In the World)" | Rihanna                                        | [ 49 ] |
| 11 grudnia      | "Raise Your Glass"         | Pink                                           | [ 50 ] |
| 18 grudnia      | "Firework"                 | Katy Perry                                     | [ 51 ] |
| 25 grudnia      | "Firework"                 | Katy Perry                                     | [ 52 ] |